# Gustave Jéquier

Gustave Jéquier

Gustave Louis Jéquier (* 14. August 1868 Neuchâtel; † 24. März 1946 ebenda) war ein Schweizer Ägyptologe.

## Leben
Gustave Jéquier studierte bei Gaston Maspero in Paris und anschließend 1895 bis 1897 bei Adolf Erman in Berlin. Er war in Ägypten für das Institut français d’archéologie orientale in Kairo tätig. Der Schwerpunkt seiner Ausgrabungen lag in Sakkara. Er führte dort u. a. 12 Grabungskampagnen zur Freilegung der dort befindlichen Pyramide von Pharao Pepi II. durch. Seine Forschungsschwerpunkte lagen im Bereich der Architektur und der Religion des Alten Ägyptens.
Von 1912 bis 1939 war er als außerordentlicher Professor für Ägyptologie an der Universität Neuchâtel tätig.
Weniger bekannt ist die Tatsache, dass er auch zu den Pionieren der persischen Archäologie zählt. So nahm er in den Jahren 1897 bis 1902 an französischen Forschungen unter Leitung von Jacques de Morgan im heutigen Iran teil. Unter diesem hatte er schon bei seinem ersten Ägyptenaufenthalt 1892 gearbeitet. Um den Jahreswechsel 1901/1902 entdeckte Jéquier in einer Höhle in Susa drei Teile einer zerbrochenen Dioritsäule mit altbabylonischer Keilschrift. Es handelte sich dabei um den heute im Louvre aufbewahrten Codex Hammurapi.
Er wurde mit dem Titel eines Offiziers der Legion d’honneur ausgezeichnet.

## Veröffentlichungen (Auswahl)
- Mémoir sur les fouilles de Licht. 1902.[1]
- Le Papyrus Prisse et ses variantes. Paris 1911.[2]
- Décoration égyptienne. Plafonds et frises végétales du Nouvel Empire thébain (1400 à 1000 avant. J.–C.). Paris 1911.[3]
- Les Temples memphites et thébains des origines à la fin de la XVIIIe dynastie. Paris 1920
- Les frises d'objets des sarcophages du moyen empire (= Mémoires publiés par les membres de l'Institut français d'archéologie orientale du Caire. Band 47). Imprimerie de l'Institut français d'archéologie orientale, Le Caire 1921.[4]
- Matériaux pour servir à l’établissement d’un Dictionnaire d’Archéologie Égyptienne. 1921.[5]
- L’architecture et la décoration dans l’ancienne Égyptienne. 1920–1924.[6]
- Les Temples Ramessides et Saites de la XIX 'a la XXX dynastie. Morance, Paris 1922.
- Manuel d’archéologie égyptienne. 1924.
- Le Mastabat Faraoun. Kairo 1928.
- La pyramide d’Oudjebten. Kairo 1928.
- Deux pyramides du Moyen Empire (= Fouilles à Saqqarah. Band 68). Institut Français d’Archéologie Orientale, Kairo 1933.
- Les Pyramides des reines Neit et Apouit (= Fouilles à Saqqarah). Imprimerie de l'Institut français d'archéologie orientale, Kairo 1933.
- La pyramide d’Aba. 1935
- Rapport préliminaire sur les travaux exécutés en 1935–1936 dans la partie méridionale de la nécropole memphite. Kairo 1936.
- Douze ans de fouilles dans la nécropole memphite 1924–1936. Neuchâtel 1940.
- Deux pyramides du Moyen Empire. Kairo 1938.
- Le monument funéraire de Pepi II. 3 Band, Kairo 1936–1940.
- En Perse, 1897–1902. Editions de la Baconnière, Neuchâtel 1968.